# Österns assyriska kyrka

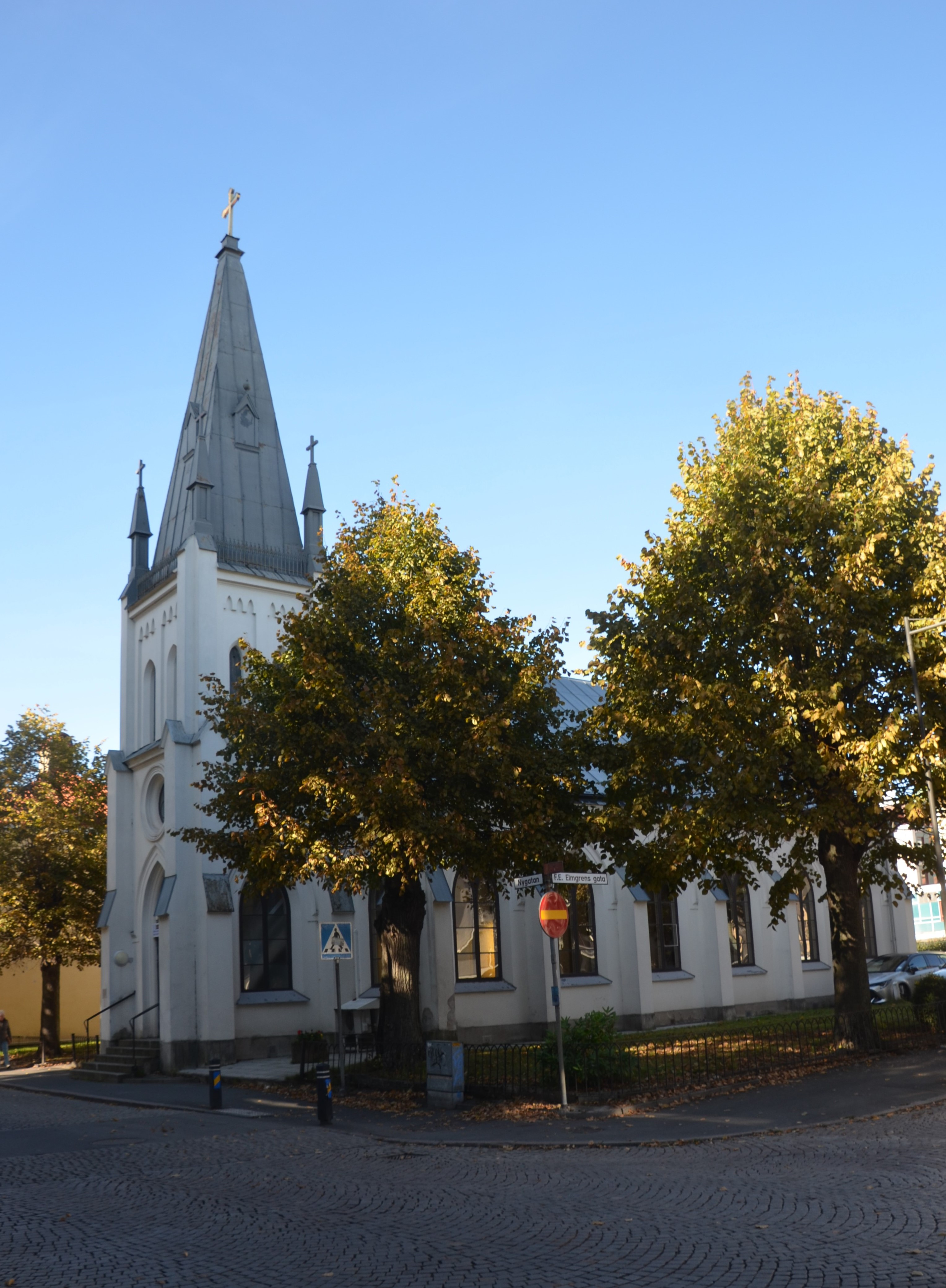
Österns assyriska kyrka, Nygatan, Jönköping

Österns assyriska kyrka, även Österns apostoliska kyrka (syriska: ܥܕܬܐ ܩܕܝܫܬܐ ܘܫܠܝܚܝܬܐ ܩܬܘܠܝܩܝ ܕܡܕܢܚܐ ܕܐܬܘܪ̈ܝܐ/‘Etā Qaddishtā wa-Shlikhāitā Qatholiqi d-Madĕnkhā d-Āthurāyē, Österns apostoliska och katolska assyriska kyrka), är en assyrisk kristen kyrka i Mellanöstern.
Kyrkan bildades ur de assyriska församlingarna belägna i Assyria-provinsen av det Persiska riket under det första århundradet (denna provins, från den assyriska kulturstaden ARBA ILU [4 Gudarnas stad] som idag heter Arbil - till Medelhavskusten kallades på persiska Asuristan och den inhemska befolkningen i denna provins kallades för Asuri [assyrier]). Kyrkan expanderade snabbt och var mellan 800- och 1300-talet, geografiskt sett, världens största kyrka, och hade stift från Medelhavet och ända till Indien och Kina.
Fram till 1976 var namnet enbart Österns kyrka som ändrades när kyrkans medlemmar enbart bestod av assyrier.
Biskopen i Europa har sitt säte i Stockholm. De första medlemmarna av Österns assyriska kyrka kom till Sverige 1967 och den första prästen anlände 1976. I dag har kyrkan i Sverige sex församlingar och fem präster.

## Historik
I Mellanöstern etablerades de första kristna församlingarna och kyrkorna. Enligt traditionen sändes Taddeus eller Addai av aposteln Tomas till Edessa (våra dagars Urfa i sydöstra Turkiet) under det första århundradet till kungen Abgar Ukama (Abgar den svarte). Därifrån spred Addai och Mari det Nya Testamentet och etablerade församlingar.
På grund av dess läge i det Persiska riket hade kyrkan svårt att få kontakt med de övriga kyrkorna. De gånger den gjorde det uppfattades det som förräderi av de persiska kungarna. Därför var kyrkan inte närvarande vid något av de ekumeniska koncilierna. Österns Kyrka uppfattade sig därmed inte bundet vid beslut som tagits i dessa koncilier, även om de kanoniska lagarna och trosbekännelsen från Nicaea togs emot och accepterades av Österns Kyrka i den första synoden.
År 410 samlades biskoparna av Österns Kyrka i den första synoden i staden Seleukia-Kteisphon och valde Isak till katolikos-patriark. Kyrkan expanderade snabbt och var mellan 800- och 1300-talet, geografiskt sett, världens största kyrka, och hade stift från Medelhavet och ända till Kina. Kyrkan hade ca 80 miljoner anhängare när den var som störst.
De otaliga massakrerna på kristna utförda av Timur Lenk (1336–1405) krossade däremot Österns Kyrka, och den reducerades ofantligt. Schismen under 1500-talet som uppstod inom Österns Kyrka då kyrkan delades i två läger, där den ena kallade sig för assyriska kyrkan, och den andra för kaldeiska, försvagades kyrkan starkt.
Därefter följde kontinuerliga förföljelser som inte har gett kyrkan något andrum att återhämta sig. Folkmordet på assyrier under det första världskriget genomfört av det ottomanska riket, och därefter massakern i staden Semele år 1933 av den irakiska regimen, och idag de massakrer och dåd som begås mot assyrier i Irak och Syrien har alla satt sina spår och lett till att denna kyrka återfinns i tiotals-länder.
Den 8 september 2021 fick kyrkan en ny patriark, Mar Awa III. Under honom finns metropoliter, biskopar, präster och diakoner som tjänar i stiften i Mellanöstern, Indien, Nordamerika, Armenien, Australien, Nya Zeeland och Europa. Han ersatte Mar Gewargis III som blev patriark 27 september 2015.

## Teologi
Läran av Österns Kyrka är baserad på den universella Kyrkans tro som beslutades i Nicaea. År 410 lästes trosbekännelsen av Nicaea upp i Kyrkans första synod under ledning av katolikos-patriarken Mar Isak. Trosbekännelsen accepterades i sin helhet, och brukar sedan dess reciteras under de flesta gudstjänster.
Österns Kyrka tror på en treenig Gud; Fadern, Sonen och den Helige Ande. Kyrkan tror och lär även ut att Guds enfödde Son, Ordet, blev inkarnerad för människans frälsning. Kyrkan lär ut att Kristus är både Gud och människa förenade i en Person. Kristus dog på korset för att lossa syndens band från människan. Jesus Kristus återuppstod den tredje dagen, och steg upp till himlen, och ska återkomma en andra gång för att döma de levande och döda.
År 1994 skrev påve Johannes Paulus II och dåvarande patriark Mar Dinkha under en gemensam kristologisk deklaration, och accepterade därmed varandras tro på Kristus. Kommunionen med de orientaliskt ortodoxa kyrkorna har gått sämre, eftersom påve Shenouda III ville att Österns Kyrka skulle fördöma flera av sina kyrkofäder, vilket Österns Kyrka avböjde.
1964 övergick den assyriska kyrkan från julianska kalendern till gregorianska kalendern. En del av anhängarna gillade inte detta och kom att skapa Österns Gamla Kyrka som fortfarande använder den julianska kalendern.
Österns kyrka använder än idag det urgamla arameiska språket (som Jesus talade), både som böne- och litteraturspråk.
Assyriska kyrkan har egen patriark och hans officiella titel är "The Reverend and Honoured Father of Fathers and Great Shepherd, the Catholikos and Patriarch of the East". Så påven erkänns inte som en överhöghet som i katolska kyrkor.
De assyriska kyrkorna saknar helt utsmyckning. Ett evangelium och ett kors används på altaret. Man önskar lägga fokus på Kristus vid gudstjänster och ej något annat.
Den assyriska kyrkan har sin egen nattvardssed. När brödet bakas för nattvarden syras det alltid med en bit deg från föregående nattvard. Detta sägs ha pågått kontinuerligt sedan den första nattvarden, då Johannes enligt legenden fick ett extra bröd av Jesus och sedan blandade detta med det blod och vatten som flöt ut ur dennes sida vid korsfästelsen. Den deg som då uppstod användes till nattvard och har sedan genom att en bit som kallas "malka" (konung) alltid sparats, förts vidare allt framgent.
Enligt en annan assyrisk legend blev Nestorius bannlyst därför att han vid sin flykt från Konstantinopel medförde vad som fanns av denna "malka" och på så sätt berövade resten av kristenheten möjligheterna till en riktig nattvard.
Österns Kyrka använder sig av Peshitta, Nya Testamentet på arameiska. Den sägs enligt vissa forskare vara världens äldsta Bibel, och att den grekiska texten utgår från den. Peshitta har 22 böcker. Saknas gör Andra Petrusbrevet, de andra och tredje Johannesbreven, Judas brev och Johannes uppenbarelse. Men assyriska kyrkan accepterar alla dessa böcker.